# Almăj
Almăj – wieś w Rumunii, w okręgu Dolj, w gminie Almăj. W 2011 roku liczyła 529 mieszkańców.